# Flachau
Flachau é um município da Áustria, situado no distrito de St. Johann im Pongau, no estado de Salzburgo. Tem 117,33 km² de área e sua população em 2019 foi estimada em 2.840 habitantes.